# Nikarete från Korinth
Nikarete från Korinth även kallad Nikarete från Elis, var en berömd grekisk bordellmamma, verksam i Korinth omkring år 400 f.Kr. 
Korinth var under antiken en stad berömd för sin prostitutionsindustri, så till den grad att verbet 'korinthiazein' var ett uttryck för samlag. Nikarete tillhörde de mer kända gestalterna i denna sexhandel. Hon ska ha köpt flickor från slavmarknaden i Korinth och tränat dem till att bli hetärer snarare än vanliga prostituerade, något som krävde en hel del utbildning, och som sedan gjorde det möjligt för dem att köpa sig fria. Genom denna handel utökade hon inkomsterna till sin bordell. Hon påstod att flickorna var hennes döttrar, eftersom fria prostituerade var mer populära bland kunderna och priset för fria hetärer var högre än för ofria pornai. 
Den mest berömda av de hetärer som tränades upp av Nikarete var Neaira, som beskrivs som en av sju slavflickor hon köpte vid samma tillfälle och behandlade som sina döttrar: de övriga var Anteia, Stratola, Aristokleia, Metaneira, Phila och Isthmias. Alla flickor ska ha tränats upp till att bli framgångsrika hetärer, som alla köptes fria av klienter.